# چژو-سوتکی
چژو-سوتکی (به لهستانی:  Czyżew-Sutki) یک روستا در لهستان است که در گمینا چژو واقع شده‌است.